# Chariot
Chariot – debiutancka, wydana w 2003 roku, płyta amerykańskiego piosenkarza Gavina DeGrawa. 

## Lista utworów

### Wydanie oryginalne
1. "Follow Through" – 3:59
2. "Chariot" – 3:59
3. "Just Friends" – 3:25
4. "(Nice to Meet You) Anyway" – 3:45
5. "Chemical Party" – 3:01
6. "Belief" – 4:27
7. "Crush" – 3:25
8. "I Don't Want to Be" – 3:37
9. "Meaning" – 3:35
10. "More Than Anyone" – 2:57
11. "Over-Rated" – 4:11

### WydanieStripped
1. "Follow Through" – 4:28
2. "Chariot" – 4:59
3. "Just Friends" – 4:49
4. "(Nice to Meet You) Anyway" – 4:46
5. "Chemical Party" – 4:54
6. "Belief" – 3:09
7. "Crush" – 3:20
8. "I Don't Want to Be" – 4:04
9. "Meaning" – 3:41
10. "More Than Anyone" – 3:50
11. "Over-Rated" – 6:22
12. "Change Is Gonna Come" (Sam Cooke) – 12:27